# Coppa Sabatini 1997
La Coppa Sabatini 1997, quarantacinquesima edizione della corsa, si svolse il 25 settembre 1997 su un percorso di 202,8 km. La vittoria fu appannaggio dell'italiano Andrea Tafi, che completò il percorso in 4h55'13", precedendo i connazionali Alessandro Bertolini e Davide Rebellin.

## Ordine d'arrivo (Top 10)
| Pos. | Corridore            | Squadra                       | Tempo    |
| ---- | -------------------- | ----------------------------- | -------- |
| 1    | Andrea Tafi          | Mapei-GB                      | 4h55'13" |
| 2    | Alessandro Bertolini | MG Maglificio-Technogym       | s.t.     |
| 3    | Davide Rebellin      | La Française des Jeux         | s.t.     |
| 4    | Marco Fincato        | Roslotto-ZG Mobili            | s.t.     |
| 5    | Luca Scinto          | MG Maglificio-Technogym       | s.t.     |
| 6    | Luca Mazzanti        | Refin-Mobilvetta              | a 0'17"  |
| 7    | Emmanuel Magnien     | Festina-Lotus                 | a 0'27"  |
| 8    | Francesco Casagrande | Saeco-Estro                   | s.t.     |
| 9    | Roberto Caruso       | Ros Mary-Minotti Italia-Ideal | a 0'29"  |
| 10   | Sauro Gallorini      | Scrigno-Gaerne                | s.t.     |